# Burin Eagles
De Burin Eagles zijn een Canadese voetbalclub uit de gemeente Burin in de provincie Newfoundland en Labrador. De ploeg werkt haar wedstrijden af op het gemeentelijke voetbalveld in het tot Burin behorende dorp Salt Pond, waarrond ook enkele tribunes staan. De organisatie achter de club is de Burin Minor Soccer Association.
De Burin Eagles hebben rood en wit als clubkleuren.

## Geschiedenis
De A-elftallen van de ploeg komen uit in de Burin Peninsula Soccer League (de competitie van het schiereiland Burin); de mannen reeds minstens vanaf begin jaren 1960. Zowel de mannen- als vrouwenafdeling kwamen in hun bestaan daarnaast gedurende periodes ook uit in de Newfoundlandse provinciale voetbalcompetitie. Zo speelde de mannenploeg onder meer van de jaren 1980 tot en met 2000 en opnieuw in 2006–2007 in de Challenge Cup. De vrouwenploeg speelde onder meer in de jaren 1980 op provinciaal niveau in de Jubilee Trophy, waar ze goede resultaten behaalden.
Zowel de mannen- als vrouwenafdeling wisten in hun bestaan meerdere malen het kampioenschap van het schiereiland Burin te winnen. De mannenploeg werd begin jaren 90 ook tweemaal provincial kampioen, waardoor ze Newfoundland vertegenwoordigden in de nationale Challenge Trophy in 1990 en 1991.

## Erelijst
- Newfoundland and Labrador Challenge Cup (mannenafdeling)

winnaar (2): 1990, 1991